# Цуцунава Цецилія Ражденівна
Цецілія Ражденівна Цуцунава (груз. ცეცილია წუწუნავა; 12 травня 1892, Озургеті — 5 вересня 1956, Тбілісі, Грузинська РСР, СРСР) — грузинська акторка театру і кіно, народна артистка Грузії.
Закінчила жіночу гімназію Поті у 1911 році, працювала вчителькою. У 1912—1913 роках виступала на аматорській сцені у театрах Озурґеті та Батумі. У 1913—1916 роках вчителювала в Сохумі. У 1920—1926 працювала в театрі.
Працювала у Державному академічному театрі ім. Шота Руставелі у 1926—1928 роках, у Тбіліському червоному театрі у 1928—1956 роках, у Державному академічному театрі імені Марджанішвілі. Зіграла такі ролі: Саліхе («Хто винен?» Накашидзе), Карожна («Кріда Даріспана» Д. Клдіашвілі), Мака (Ш. Дадіані в «Какал Гулі»), Дареджані («Людина-людина?» Чавчавадзе), Анна Андріївна («Ревізор» М. Гоголя), Марселіна («Шлюб Фігаро» Бомарше), Ліра («Люблячий тутабері» П. Какадзе).
Зробила великий внесок у становлення та розвиток грузинського кіно.
Знімалася у кіно.

## Вибрана фільмографія
- 1948 — Кето і Коте
- 1954 — Бабка

## Нагороди
- 1943 — народна артистка Грузії
- Орден Трудового Червоного Прапора